# مشرف (حصان)
مشرف (Mishriff) ( مواليد 1 أبريل 2017) هو حصان سباق أصيل من خيول ثوروبريد تم تربيته في أيرلندا وتدريبه في بريطانيا. في عام 2019، أظهر بعض الوعد عندما فاز بسباق صغير واحد عندما كان يبلغ من العمر عامين. في العام التالي، برز كأحد أفضل الخيول في أداء المسافات المتوسطة وسجل انتصارات في (Newmarket Stakes) و (Prix du Jockey Club) و (Prix Guillaume d). في مسيرته الأولى عندما كان في الرابعة من عمره، فاز بالمركز الأول في النسخة الثانية من كأس السعودية وهو سباق خيل دولي، و يعد أغلى سباق للخيل في العالم. تمت تغطية فوز البطل مشرف لهذا السباق في فيلم قصير سينمائي للمخرج يوسف عطية.

## خلفية
مشرف هو فرس بلون (bay colt) بدون علامات بيضاء تم تربيته في أيرلندا بواسطة (Nawara Stud Limited)، وهي عملية تربية لمالكه الأمير عبد الرحمن بن عبد الله الفيصل. تم إرساله للتدريب مع جون غوسدن في (Clarehaven Stables) في نيوماركت، سوفولك.

## روابط خارجية
- Career 1-2-3 Colour Chart – Mishriff